# Contea di Mountrail
La contea di Mountrail in inglese Mountrail County è una contea dello Stato del Dakota del Nord, negli Stati Uniti. La popolazione al censimento del 2000 era di 6 631 abitanti. Il capoluogo di contea è Stanley.